# 에스크로엔터테인먼트의 음반
이 부분의 문서는 에스크로엔터테인먼트에서 발매한 음반 목록이다.

## 2020년대
- 2023년 3월 12일 X:IN - Who am I
- 2023년 4월 11일 X:IN - [Digital Single] ready x:in
- 2023년 8월 30일 X:IN - SYNCHRONICITY